# Dammsjön (Vika socken, Dalarna)
Dammsjön är en sjö i Falu kommun i Dalarna och ingår i Dalälvens huvudavrinningsområde.